# Коллар, Дезидер
Дезидер Коллар (словац. Dezider Kollár; 29 марта 1931 года, Гронец, округ Брезно, Чехословакия) — словацкий педагог высшей школы, лингвист, русист, создатель русско-словацких словарей.

## Биография
В 1950 году поступил, а в 1955 окончил философский факультет Братиславского университета им. Коменского (тогда назывался Словацкий университет) и философский факультет Карлова университета в Праге (направление «русский и словацкий языки»).
В 1954—1955 гг. являлся сотрудником Института словацкого языка Словацкой академии наук, в 1955—1963 гг. сотрудником Чехословацко-советского института Словацкой академии наук, в 1964—1970 гг. сотрудником Института мировой литературы и языков Словацкой академии наук, в 1961—1965 гг. был заведующим отделения языкознания и заместителем директора Института мировой литературы и языков (аспирант, научный сотрудник), в 1966—1970 гг. Дезидер Коллар исполнял должность исполнительного секретаря Словацкого комитета славистов, в 1972—1984 гг. был членом научного совета педагогического факультета Университета имени Коменского, с 1972 года — членом западнословацкого областного комитета Ассоциации русистов Словакии, в 1973—1975 гг. — членом Чехословацкой комиссии истории славистики, в 1973—1978 гг. председателем филиала Словацкого языковедческого общества при Словацкой академии наук в Трнаве. В 1967 году получил почётный знак чехословацко-советской дружбы I степени за значительные заслуги в развитии чехословацко-советской дружбы, в 1970—1984 гг. являлся заведующим кафедрой русского языка и литературы педагогического факультета (в г.Трнава) Братиславского университета имени Коменского (старший преподаватель, доцент), в 1980—1984 гг. был заместителем декана факультета по воспитательно-образовательной работе.
В 1980 году получил бронзовую медаль Братиславского университета имени Коменского, в 1985 году — памятную медаль исполнительного комитета Коммунистической партии Чехословакии и исполнительного комитета национального фронта ЧССР к 40-летию освобождения ЧССР Советской армией.
В 1984—1995 гг. работал на кафедре языков Института подготовки научных сотрудников Словацкой академии наук (независимый научный сотрудник, ведущий научный сотрудник), заведующий кафедрой.
С 1995 года на пенсии.
В сферу его научных интересов попали, главным образом, исследования современной и исторической лексикологии и лексикографии русского языка и их сравнение со лексикологией и лексикографией словацкого языка. В качестве соавтора и главного редактора опубликовал 14 русско-словацких словарей и других трудов.
Он сыграл важную роль в повышении уровня переводческой деятельности, распространении русского языка, подготовке учителей и преподавании русского языка в Словакии.
С 1959 года кандидат наук, с 1966 доктор философии, с 1975 доктор наук.